# Desloge
Desloge is een plaats (city) in de Amerikaanse staat Missouri. De stad valt bestuurlijk gezien onder St. Francois County.

## Demografie
Bij de volkstelling in 2000 werd het aantal inwoners vastgesteld op 4802.
In 2006 is het aantal inwoners door het United States Census Bureau geschat op 5172, een stijging van 370 (7,7%).

## Geografie
Volgens het United States Census Bureau beslaat de plaats een oppervlakte van
6,9 km², geheel bestaande uit land.

## Plaatsen in de nabije omgeving
De onderstaande figuur toont nabijgelegen plaatsen in een straal van 16 km rond Desloge.

## Geboren
- Sam Fox (1929–2024), zakenman en diplomaat